# Taylorville (Illinois)
Taylorville – miasto w Stanach Zjednoczonych, w stanie Illinois, siedziba administracyjna hrabstwa Christian.